# Lullaby and... The Ceaseless Roar
Lullaby and... The Ceaseless Roar è un album discografico da solista del cantante britannico Robert Plant (ex Led Zeppelin), pubblicato nel 2014 e realizzato con la band spalla The Sensational Space Shifters.

## Tracce
1. Little Maggie – 5:06 (tradizionale, arr. di Robert Plant, Justin Adams, John Baggott, Billy Fuller, Dave Smith, Liam "Skin" Tyson)
2. Rainbow – 4:18 (Plant, Adams, Baggott, Fuller, Tyson)
3. Pocketful of Golden – 4:12 (Plant, Adams, Baggott, Juldeh Camara, Fuller, Smith, Tyson)
4. Embrace Another Fall – 5:52 (Plant, Adams, Baggott, Camara, Fuller, Smith, Tyson)
5. Turn It Up – 4:06 (Plant, Adams, Baggott, Fuller, Smith, Tyson)
6. A Stolen Kiss – 5:15 (Plant, Adams, Baggott, Fuller, Tyson)
7. Somebody There – 4:32 (Plant, Adams, Baggott, Fuller, Smith, Tyson)
8. Poor Howard – 4:13 (Plant, Adams, Baggott, Camara, Fuller, Smith, Tyson)
9. House of Love – 5:07 (Plant, Adams, Baggott, Fuller, Smith, Tyson)
10. Up on the Hollow Hill (Understanding Arthur) – 4:35 (Plant, Adams, Baggott, Fuller, Tyson)
11. Arbaden (Maggie's Babby) – 2:44 (Plant, Adams, Baggott, Camara, Fuller, Smith, Tyson)

## Formazione
- Robert Plant - voce

The Sensational Space Shifters
- Justin Adams - cori, chitarra, percussioni
- Liam "Skin" Tyson - cori, banjo, chitarra
- John Baggott - cori, tastiere, loop, moog, piano
- Juldeh Camara - cori, percussioni
- Billy Fuller - basso
- Dave Smith - batteria

Collaboratori
- Julie Murphy - voce in Embrace Another Fall
- Nicola Powell - cori in Poor Howard

## Classifiche
| Classifica (2014)                   | Posizione raggiunta |
| ----------------------------------- | ------------------- |
| Italia (FIMI)                       | 10                  |
| Regno Unito (Official Albums Chart) | 2                   |
| Stati Uniti (Billboard 200)         | 10                  |